# Лунная моль
«Лунная моль» (англ. The Moon Moth, в другом переводе — «Лунный мотылёк») — научно-фантастический рассказ Джека Вэнса, опубликованный в 1961 году. Рассказ стал классическим и переведён, кроме русского, на эсперанто, итальянский, французский, голландский, немецкий и польский языки.

## Название
Moon moth — название некоторых молей семейства павлиноглазок, в том числе молей рода Argema. По-русски «лунная моль» — одна из бабочек рода Argema, а именно Argema mittrei.

## Содержание
Эдвард Тиссел, консул, представляющий Объединённые Планеты на планете Сирена, не может адаптироваться к местной культуре. Сиренцы всегда закрывают головы и лица масками, выражающими их настроение и социальный статус (стракх). Они общаются пением, аккомпанируя себе на музыкальном инструменте, выбор которого в каждом случае определяется характером разговора, взаимоотношениями между участниками и их статусом. Почти любое действие так или иначе влияет на стракх, который в свою очередь, определяет, что разрешено делать сиренцу. Несоблюдение этикета легко может стать смертельным. Тиссел, плохо, по меркам Сирены, играющий на местных музыкальных инструментах и плохо ориентирующийся в местных обычаях, вынужден носить жалкую маску «лунная моль».
Однажды он получает приказ арестовать или уничтожить опасного убийцу Хаксо Ангмарка, который должен прибыть на Сирену следующим звездолётом. Тиссел получает сообщение слишком поздно. Он спешит в космопорт, но Ангмарку удаётся скрыться. Спеша попасть в космопорт, а также в ходе дальнейшего преследования Ангмарка, Тиссел совершает несколько серьёзных нарушений этикета.
На следующее утро в канале находят труп одного из соотечественников Тиссела. Поскольку Ангмарк не мог бы сойти за сиренца, Тиссел приходит к выводу, что он убил одного из экспатриантов, надел его маску и занял его место. Кроме Тиссела, экспатриантов на планете всего трое. Но Тиссел никогда не видел их без маски, кто же из троих — Ангмарк?
Одолжив раба у каждого из троих, расспросив рабов о том, какие маски обычно носят их хозяева и сопоставив это с тем, какие маски они носят сейчас, Тиссел находит убийцу. Ангмарку удаётся поймать в ловушку и связать Тиссела. Сорвав с Тиссела маску «лунная моль», Ангмарк надевает её на себя и заявляет, что с этого момента он будет изображать Тиссела, а его самого убьёт. Чтобы унизить Тиссела, Ангмарк заставляет его идти без маски по улице (неслыханное унижение для местных). Сиренцы, приняв Ангмарка за Тиссела, убивают его за те нарушения этикета, которые допустил Тиссел. Тиссел заявляет, что намеренно позволил снять с него маску, чтобы победить врага. Поскольку ни один сиренец не решился бы на такое, Тиссела объявляют героем и предлагают ему маску, отражающую его новый прекрасный стракх.

## Адаптации
В мае 2012 года издательство en:First Second Books выпустило на основе рассказа одноимённый комикс.

## Переводы в свободном доступе
- La Luna Sfingo, свободный перевод на эсперанто, выпущенный под лицензией Creative Commons.

### На английском языке
- The Moon Moth на сайте Internet Speculative Fiction Database.
- Аудиоверсия на сайте en:StarShipSofa
  - часть 1 (текст начинается в 32:49).
  - часть 2 (текст начинается в 8:30).